# Love Finds Andy Hardy
Love Finds Andy Hardy is een film uit 1938 onder regie van George B. Seitz. De film vertelt het verhaal over een tiener die op drie meiden tegelijkertijd verliefd is.

## Andy Hardy reeks
De film is een onderdeel van de Andy Hardy reeks:
- A Family Affair (1937)
- You're Only Young Once (1937)
- Judge Hardy's Children (1938)
- Love Finds Andy Hardy (1938)
- Out West with the Hardys (1938)
- The Hardys Ride High (1939)
- Andy Hardy Gets Spring Fever (1939)
- Judge Hardy and Son (1939)
- Andy Hardy Meets Debutante (1940)
- Andy Hardy's Private Secretary (1941)
- Life Begins for Andy Hardy (1941)
- The Courtship of Andy Hardy (1942)
- Andy Hardy's Double Life (1942)
- Andy Hardy's Blonde Trouble (1944)
- Love Laughs at Andy Hardy (1946)
- Andy Hardy Comes Home (1958)

## Rolverdeling
| Acteur         | Personage                   |
| -------------- | --------------------------- |
| Mickey Rooney  | Andrew 'Andy' Hardy         |
| Lewis Stone    | Judge James K. Hardy        |
| Fay Holden     | Mrs. Emily Hardy            |
| Cecilia Parker | Marian Hardy                |
| Judy Garland   | Betsy Booth                 |
| Lana Turner    | Cynthia Potter              |
| Ann Rutherford | Polly Benedict              |
| Gene Reynolds  | James 'Jimmy' MacMahon, Jr. |